# Grandchamp, Sarthe
Grandchamp är en kommun i departementet Sarthe i regionen Pays de la Loire i nordvästra Frankrike. Kommunen ligger i kantonen Saint-Paterne som tillhör arrondissementet Mamers. År 2022 hade Grandchamp 141 invånare.

## Befolkningsutveckling
Antalet invånare i kommunen Grandchamp
| Referens: INSEE |